# José Amavisca
José Emilio Amavisca Gárate (Laredo, 19 giugno 1971) è un ex calciatore spagnolo, di ruolo centrocampista.

## Carriera
Dal 1994 al 1999 giocò nel Real Madrid vincendo due campionati, una Champions League e la successiva Coppa Intercontinentale.
Nel gennaio del 1999 si trasferì al Racing Santander.

## Palmarès

### Club

#### Competizioni nazionali
- Tercera División spagnola: 1

Laredo: 1988-1989
- Campionato spagnolo: 2

Real Madrid: 1994-1995, 1996-1997
- Supercoppa di Spagna: 2

Real Madrid: 1997
Deportivo La Coruña: 2002
- Coppa di Spagna: 1

Deportivo La Coruña: 2001-2002

#### Competizioni internazionali
- UEFA Champions League: 1

Real Madrid: 1997-1998
- Coppa Intercontinentale: 1

Real Madrid: 1998

### Nazionale
- Oro olimpico: 1

Barcellona 1992